# Bittern Lake
Bittern Lake är en ort i Kanada.   Den ligger i provinsen Alberta, i den centrala delen av landet, 2 800 km väster om huvudstaden Ottawa. Bittern Lake ligger 741 meter över havet och antalet invånare är 224. Den ligger vid sjön Bittern Lake.
Terrängen runt Bittern Lake är platt. Närmaste större samhälle är Camrose, 14,5 km öster om Bittern Lake. 
Trakten runt Bittern Lake består till största delen av jordbruksmark. Runt Bittern Lake är det mycket glesbefolkat, med 2 invånare per kvadratkilometer.